# Knüppelkrieg
Der so genannte Knüppelkrieg zwischen Berlin und Spandau fand im August 1567 statt. Der brandenburgische Kurfürst Joachim II. Hektor ließ damals zur Volksbelustigung eine Art Manöver zwischen Berlinern und Spandauern durchführen. Die Berliner und Cöllner gingen mit vollständiger Ausrüstung, aber nur mit kurzen Knüppeln oder Stangen bewaffnet gegen einbestellte Spandauer vor, wodurch das Ereignis die Bezeichnung Knüppelkrieg erhielt.
Die Zuschauer – unter ihnen war auch der Kurfürst – erlebten zunächst eine Art Bootskorso auf der Havel, bei dem mit Blumenkränzen und Wimpeln geschmückte Boote aufeinander zufuhren. Die spielerisch ins Wasser Gestoßenen wurden allesamt unverletzt „gerettet“. Drei Tage lang sollte gekämpft werden, deswegen wurde die Wasserschlacht anschließend an Land als offene Feldschlacht fortgesetzt.
Auch wenn zuvor verabredet worden war, dass die Berliner die „Schlacht“ gewinnen sollten, entwickelten die Spandauer nach einem spielerischen Beginn der Veranstaltung so viel Ehrgeiz, dass sie sich mit der für sie vorgesehenen Niederlage nicht abfinden wollten. Sie lockten die Berliner in einen Hinterhalt und schlugen mit ihren Knüppeln auf sie ein. Das gefiel dem Kurfürsten überhaupt nicht, weshalb er die Aufstellung von Kanonen befahl (die allerdings nicht geladen waren) und schließlich selbst in das Geschehen eingriff, wobei auch sein Pferd von Knüppelschlägen verletzt wurde und ihn infolgedessen abwarf.
Über den Ausgang des Knüppelkrieges war der Kurfürst Joachim II. Hektor so erbost, dass er den Spandauer Bürgermeister Bartholomäus Bier für einige Monate in einer Festung einsperren ließ.
Theodor Fontane beschreibt die Ereignisse im Band 3 „Havelland“ der Wanderungen durch die Mark Brandenburg unter der Kapitelüberschrift Die Seeschlacht in der Malche und gibt ausführlich Passagen des brandenburgischen Chronisten Nicolaus Leuthinger aus dessen lange vermisstem Scriptorum de rebus Marchiae Brandenburgensis … wieder, das 1729 von Johann Christoph Müller und Georg Gottfried Krause herausgegeben wurde. Laut Leuthinger fand die Seeschlacht auf dem Großen Malchesee statt. Dieses Gewässer nördlich der Zitadelle Spandau wird heute als Krienicke bezeichnet, während Großer Malchsee heute die nördlichste Bucht des Tegeler Sees meint.